# Postnička
Postnička je dnes papírová pokladnička, do které věřící odkládají během postní doby peníze. Jsou to peníze za věci, které si z lásky k Pánu Ježíši odepřeli, například cigarety, a které na konci půstu odevzdají na chudé a vůbec potřebné. Dalo by se též charakterizovat jako nástroj fundraisingu Charity České republiky.